# 格倫洛奇 (新澤西州)
格倫洛奇（英語：Grenloch）是位於美國新澤西州康登縣及格洛斯特縣的普查規定居民點。

## 人口
根據2020年美國人口普查的數據，格倫洛奇的面積為2.06平方千米，當中陸地面積為1.97平方千米，而水域面積為0.09平方千米。當地共有人口863人，而人口密度為每平方千米418.93人。